# Хунагов, Рашид Думаличевич
Рашид Думаличевич Хунагов (род. 13 марта 1953) — российский учёный, ректор Адыгейского государственного университета (АГУ) с 1996 по 2019 год.

## Биография
Рашид Хунагов родился 13 марта 1953 года в ауле Эдепсукай Первый Теучежского района Адыгейской автономной области Краснодарского края (ныне — Республика Адыгея). В семь сельских учителей. Адыг.
Вместе с родителями «кочевали» по Адыгее в зависимости от места работы, которое в те времена определялось областным отделом образования с учетом наличия спроса в той или иной школе. В родном ауле Джамбичи Красногвардейского района оказались в 1967 году.
В 1975 году окончил Таганрогский радиотехнический институт по специальности «Инженер электронной техники». В 1993 году защитил кандидатскую диссертацию на тему: «Политическая субъективность: социально-философский анализ», в 1996 году защитил докторскую диссертацию на тему: «Проблема рациональности в политике и управлении».
После окончания Таганрогского радиотехнического института работал инженером-конструктором Майкопского филиала Московского конструкторско-технологического бюро. С 1979 по 1991 год занимался организационно-партийной работой. С 1992 по 1996 год являлся Министром, Управляющим делами администрации Президента и Кабинета Министров Республики Адыгея. С 1996 года возглавляет Адыгейский государственный университет. Является директором-организатором отделения Института экологии горных территорий КБНЦ РАН, руководителем Геоинформационного Центра АГУ, председателем двух диссертационных советов по социологическим наукам и экономике. Член редакционных коллегий ряда северокавказских научных журналов, главный редактор журналов «Образование. Пространство RU» и «Вестник АГУ».
Член Союза ректоров РФ, заместитель председателя Совета ректоров Южного Федерального округа, действительный член Академии социальных наук.
Сфера научных интересов охватывает социологию, политологию и геоинформационные технологии. Активно занимается проблемами эволюции социально-политических систем и теоретического моделирования кавказской культуры в культурно-цивилизационных процессов. Является автором свыше 70 научных публикаций, монографий и статей, в том числе: «Политическая субъективность» (Ростов-на-Дону, 1994), «Бюрократия и рациональность» (СПб., 1995), «Проблема рациональности в политике и управлении» (Москва, 1995), «Политико-властные отношения в реформирующемся обществе и эволюция социальной системы» (Майкоп, 1997), «Гуманизм и полиэтническая Россия» (Майкоп, 2001) и мн.др.
Научное наследие Р. Д. Хунагова — 15 монографий, 13 учебных и учебно-методических пособий, более 150 статей, под его руководством защищено 3 докторских и 14 кандидатских диссертаций.
Его творческая и научная деятельность связана с АГУ, где он возглавляет Научно-исследовательский институт комплексных проблем АГУ, является профессором кафедры философии и социологии, более 20 лет возглавляет диссертационный совет по социологии культуры.

## Награды и звания
- Заслуженный строитель Республики Адыгея (10 сентября 2015) — за вклад в архитектурный облик города Майкопа
- Почётный работник высшего профессионального образования Российской Федерации
- Заслуженный деятель науки Кубани

- Заслуженный деятель науки Кабардино-Балкарской Республики
- Медаль «Слава Адыгеи»
- Медаль «За выдающийся вклад в развитие Кубани»
- Орден «Честь и слава» (2017, Абхазия)[5]
- Кавалер ордена Святой Софии
- Почётный доктор Абхазского государственного университета
- Почётный доктор Таганрогского государственного радиотехнического университета
- Действительный член Академии педагогических наук,
- Действительный член Академии социальных наук,
- Действительный член Адыгской (Черкесской) международной академии наук,
- Почетная серебряная медаль им. В. И. Вернадского,
- Юбилейная медаль «100 лет профсоюзам России»,
- Медаль Центра биографических исследований Кембриджа «Профессиональный лидер»,
- Серебряная медаль им. П. Сорокина «За вклад в развитие отечественной социологии»,
- Почётная грамота Совета Федерации Федерального Собрания РФ,
- Почётная грамота Законодательного собрания Краснодарского края.
- Лауреат Европейской премии Сократа,
- Лауреат Американской премии «Золотой сертификат качества»
- Медаль «За вклад в дело развития науки и культуры»,
- Лауреат Конкурса научных работ по кавказоведению Юга России им. Ю. А. Жданова,
- Лауреат Всероссийского проекта «Эффективное управление кадрами» в номинации «Руководитель года» (2009 г.).